# Tremellaceae
Famille
Les Tremellaceae sont une famille de champignons de l'ordre des Tremellales.

## Systématique
Le nom correct complet (avec auteur) de ce taxon est Tremellaceae Fr., 1821.

## Liste des genres
Selon MycoBank (3 mars 2025) :
- Atelosaccharomyces Beurm. & Gougerot, 1909
- Auriculibuller J.P. Samp. & Fonseca, 2004
- Biatoropsis Räsänen, 1934
- Bulleromyces Boekhout & Á. Fonseca, 1991
- Dermatangium Velen., 1926
- Dictyotremella Kobayasi, 1971
- Encephalium Link, 1816
- Epidochium Fr., 1849
- Gelatina Raf., 1808
- Gyraria Nees, 1817
- Hormomyces Bonord., 1851
- Melanocryptococcus Della Torre & Cif., 1964
- Mycocryptococcus Pollacci & Nann., 1927
- Nakaiomyces Kobayasi, 1939
- Neotremella Lowy, 1979
- Phyllopta (Fr.) Fr., 1825
- Protoradulum Rick, 1933
- Sirotrema Bandoni, 1986
- Tremella Pers., 1794
- Tremellostereum Ryvarden, 1986
- Tsuchiyaea Yamada, Kawasaki, Itoh, Banno & Nakase, 1988
- Zanchia Rick, 1958

### Publication originale
- Fries, EM, Systema Mycologicum, vol. 1, 1821, p. 1-520